# Conselho Europeu
O Conselho Europeu (cujas reuniões são também conhecidas por Cimeiras Europeias) é uma instituição da União Europeia de carácter eminentemente político prevista nos artigos 235° e 236° do TFUE. É composto pelos Chefes de Estado ou de Governo dos países membros da União, pelo Presidente da Comissão Europeia e pelo Presidente do Conselho Europeu, que preside às reuniões. O Presidente do Parlamento Europeu também pode participar nas reuniões do Conselho Europeu, caso seja convidado.
Estabelecido como um encontro informal em 1975, o Conselho Europeu foi formalizado como uma instituição em 2009 com o início do Tratado de Lisboa. Seu presidente atual é António Costa, ex-primeiro-ministro de Portugal.

## Âmbito
Embora o Conselho Europeu não possua poder legislativo, é um órgão estratégico (e de solução de crises) que fornece à união direções políticas gerais e prioridades, atuando como uma presidência coletiva. A Comissão Europeia permanece como a única iniciadora de legislação, mas o Conselho Europeu orienta a política legislativa.
As reuniões do Conselho Europeu, ainda comumente referidas como cimeiras da UE, são presididas pelo seu presidente e ocorrem pelo menos duas vezes a cada seis meses; geralmente no edifício Europa em Bruxelas. As decisões do Conselho Europeu são tomadas por consenso, exceto onde os Tratados dispuserem de outra forma.

## História
As primeiras reuniões realizaram-se em 10 e 11 de fevereiro, e em 18 de julho de 1961, em Paris e Bona, respectivamente. Com a participação dos líderes da Comunidade Europeia de então, estas reuniões informais deveram-se à iniciativa do então presidente francês, Charles de Gaulle, hostil ao controlo exercido por instituições supranacionais (nomeadamente a Comissão Europeia) sobre o processo de integração. Depois de alguma irregularidade, a primeira cimeira realmente influente teve lugar em 1 e 2 de dezembro de 1969, na Haia, onde se alcançou um acordo sobre a adesão do Reino Unido à Comunidade e se deu início à política externa e de cooperação (a Cooperação Política Europeia), conduzindo o processo de integração para além dos limites dos aspectos económicos.
As cimeiras só foram formalizadas em 1974, na Cimeira de Dezembro, em Paris, na sequência de uma proposta do então presidente francês, Valéry Giscard d'Estaing. Constatou-se então a necessidade de debater as orientações políticas ao mais alto nível, na sequência nomeadamente da "crise da cadeira vazia" e dos problemas económicos. O Conselho Europeu inaugural, como passou a ser conhecido, realizou-se em Dublin, na Irlanda, em 10 e 11 de março de 1975, durante a primeira presidência do Conselho da União Europeia. Em 1987, foi incluído nos tratados pela primeira vez (o Acto Único Europeu) e o seu papel foi definido pela primeira vez no Tratado de Maastricht. Numa primeira fase apenas eram exigidas duas reuniões por ano, daí resultando, em média, três Conselhos Europeus por ano de 1975 a 1995. A partir de 1996 passaram a ser exigidas, no mínimo, 4 reuniões por ano. A sede do Conselho foi oficializada em 2002, em Bruxelas na Bélgica. Há três tipos de Conselhos Europeus: informais, ordinários e extraordinários. Dos primeiros não se publicam "Conclusões do Conselho" oficiais, mas apenas declarações sobre os temas abordados. Os extraordinários apresentam "Conclusões do Conselho" no final, mas diferem dos ordinários por serem convocados com menos de um ano de antecedência.
Algumas reuniões do Conselho Europeu - ou o seu equivalente anterior - são consideradas por alguns como pontos viragem na história da União Europeia. Por exemplo:
- 1969, Haia: Política externa e alargamento;
- 1974, Paris: Criação do Conselho Europeu;

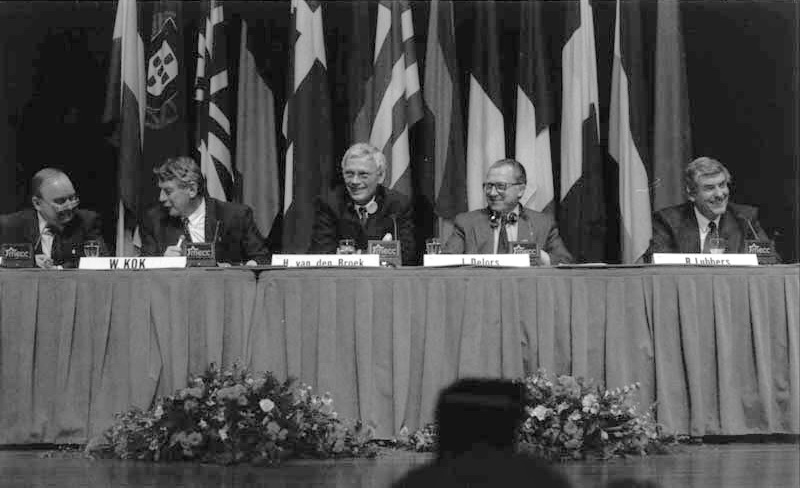
Coletiva de imprensa com o Comissário Europeu Jacques Delors e os ministros holandeses Wim Kok, Hans van den Broek e Ruud Lubbers, após o Conselho Europeu de 9 a 10 de dezembro de 1991 em Maastricht, que levou ao Tratado de Maastricht (1992)

- 1985, Milão: Início da Conferência Intergovernamental conducente ao Acto Único Europeu;
- 1989, Madrid: Primeiro Consellho Europeu onde se discutiu a União Monetária;
- 1991, Maastricht: Acordo sobre o Tratado de Maastricht;
- 1997, Amesterdão: Acordo sobre o Tratado de Amesterdão;
- 1998, Bruxelas: Selecção dos Estados-Membros aptos a adoptar o euro;
- 1999; Colónia: Declaração sobre as forças militares;
- 1999, Tampere: reforma institucional;
- 2000, Lisboa: Estratégia de Lisboa;
- 2002, Copenhaga: Acordo para o alargamento de maio de 2004;
- 2007, Lisboa: Acordo sobre o Tratado de Lisboa;
- 2009, Bruxelas: Nomeação do primeiro presidente e Alto Representante fundido;
- 2010, Fundo Europeu de Estabilização Financeira.

## Poderes e funções
O Conselho Europeu é uma instituição oficial da UE, mencionada no Tratado de Lisboa como um organismo que "dará à União os impulsos necessários ao seu desenvolvimento". Fundamentalmente, define a agenda política da UE e, portanto, tem sido considerado o motor da integração europeia. Para além da necessidade de fornecer "impulso", o Conselho tem desenvolvido novas funções: a resolução de questões pendentes de discussões num nível mais baixo, a liderança na política externa - agindo externamente como um "Chefe de Estado coletivo", a ratificação formal de documentos importantes e a participação na negociação de alterações aos tratados.
Uma vez que é composta por dirigentes nacionais, a instituição reúne o poder executivo dos Estados-Membros, pelo que tem uma grande influência em domínios de elevada sensibilidade, por exemplo na política externa. Também exerce poderes de nomeação, tais como a do seu próprio presidente, a do alto representante da União para os Negócios Estrangeiros e a Política de Segurança e a do Presidente do Banco Central Europeu. Propõe ainda ao Parlamento Europeu um candidato a Presidente da Comissão Europeia. Dotado de poderes sobre o executivo supranacional da UE, para além das suas outras atribuições, o Conselho Europeu tem sido descrito por alguns como a "suprema autoridade política" da União.

## Composição

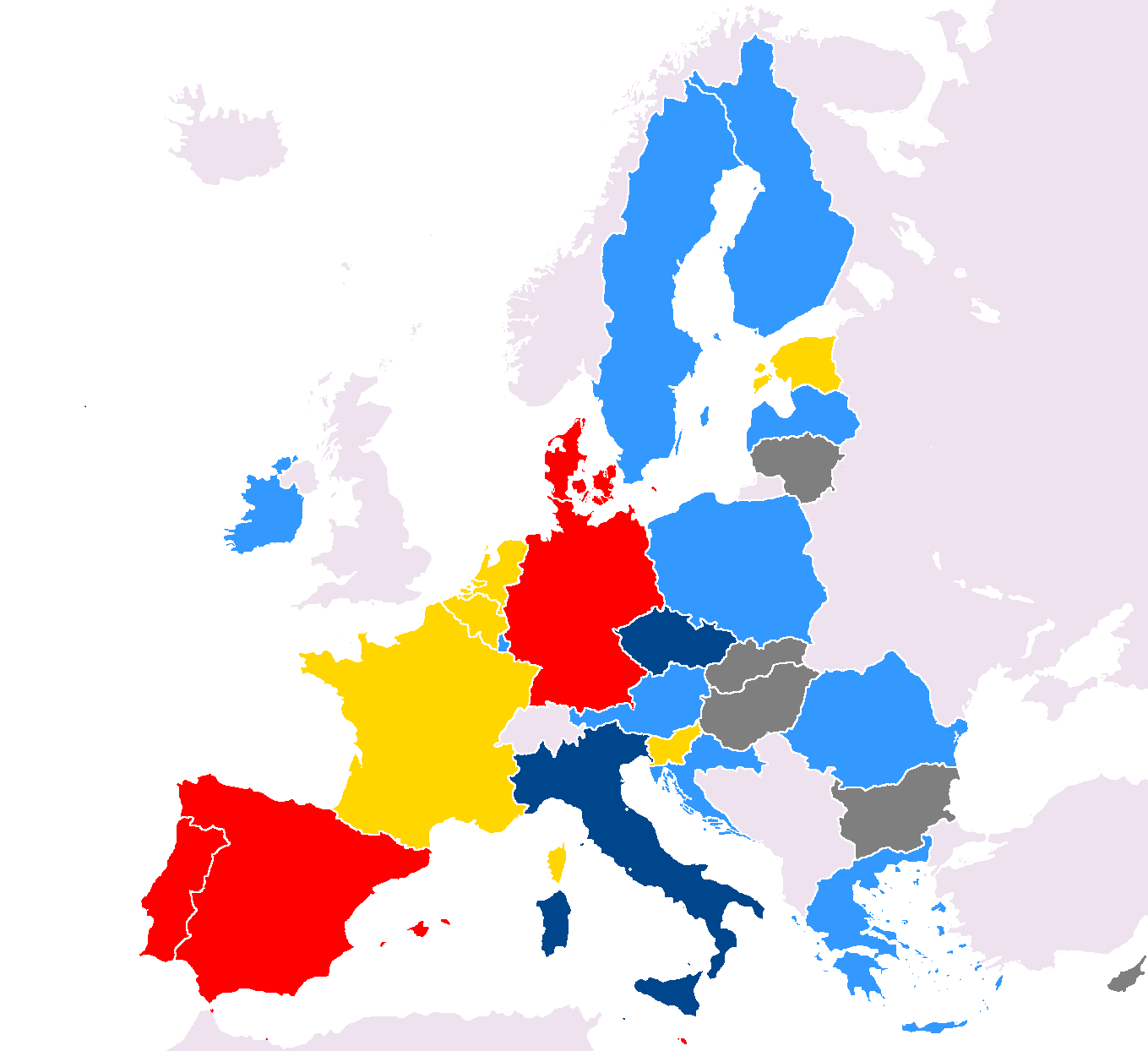
Os estados membros do Conselho Europeu em 2020

É oficialmente composto pelos membros do Conselho (Chefes de Estado ou de Governo da União Europeia), bem como o próprio Presidente e o Presidente da Comissão (ambos sem direito de voto). As reuniões incluíam regularmente a participação dos Ministros dos Negócios Estrangeiros e o presidente da Comissão também era acompanhado por um outro membro da Comissão. Estas práticas foram abandonadas com a entrada em vigor do Tratado de Lisboa, devido ao aumento do número de membros decorrente dos sucessivos alargamentos.
As reuniões são secretariadas pelo Secretariado-Geral do Conselho, através do seu Secretário-Geral, responsável pela organização das reuniões e pela elaboração das atas de cada reunião.
Contudo, as negociações habituais envolvem um grande número de outras pessoas que trabalham nos bastidores. A maioria das pessoas no entanto não são permitidas na sala de conferências, com excepção de dois delegados por estado para dar mensagens. Ao premir um botão, os membros também podem ligar para o conselho de um representante permanente, através do "Grupo Antici" numa sala adjacente. O grupo é composto por diplomatas e assistentes que transmitem informações e pedidos. Os intérpretes também são necessários para as reuniões, uma vez que os membros estão autorizados a exprimir-se nos seus próprios idiomas.

### Presidente
Antes da Revisão do Tratado de Lisboa, o papel do presidente (presidente em exercício) do Conselho Europeu era exercido pelo Chefe de Governo ou Chefe de Estado do Estado-Membro que exercia a Presidência do Conselho no respectivo semestre. Esta Presidência era rotativa de seis em seis meses, com todas as três presidências sucessivas cooperando num programa comum tri-semestral, significando também que havia um novo presidente do Conselho Europeu, de seis em seis meses.
O Presidente do Conselho Europeu é agora eleito pelo próprio Conselho Europeu, por maioria qualificada, para um mandato de dois anos e meio, renovável uma vez. O presidente deve apresentar-se perante o Parlamento Europeu depois de cada reunião, a fim de o informar dos resultados da mesma. O cargo foi criado pelo Tratado de Lisboa e o seu papel efectivo foi objecto de debate.
- As ordens de trabalho das reuniões são definidas pela Presidência.
- O Conselho reúne-se pelo menos quatro vezes por ano, geralmente no edifício Europa, em Bruxelas.

O primeiro Presidente do Conselho Europeu foi o belga Herman Van Rompuy, que iniciou o seu mandato em 1 de dezembro de 2009, data de entrada em vigor do Tratado de Lisboa. Foi reeleito para um segundo mandato, que decorreu de junho de 2012 a novembro de 2014. Em 1 de dezembro de 2014 foi substituído pelo polaco Donald Tusk, igualmente reeleito para um segundo mandato que se iniciou em 1 de junho de 2017. Sucedeu-lhe o belga Charles Michel, até 30 de Novembro de 2024. O atual presidente do Conselho é António Costa, desde 1 de dezembro de 2024.

### Membros
| País | País           | Representante                   | Representante         | Partido europeu          | Partido nacional                     | Entrada                 |
| ---- | -------------- | ------------------------------- | --------------------- | ------------------------ | ------------------------------------ | ----------------------- |
|      | União Europeia | Presidente                      | António Costa         | Socialistas e Democratas | Partido Socialista                   | 1 de dezembro de 2024   |
|      | União Europeia | Presidente da Comissão Europeia | Ursula von der Leyen  | Popular                  | União Democrata-Cristã               | 1 de dezembro de 2019   |
|      | Áustria        | Chanceler                       | Christian Stocker     | Popular                  | Partido Popular Austríaco            | 3 de março de 2025      |
|      | Alemanha       | Chanceler                       | Friedrich Merz        | Popular                  | União Democrata-Cristã               | 6 de maio de 2025       |
|      | Bélgica        | Primeiro-ministro               | Alexander De Croo     | Renovar a Europa         | Movimento Reformador                 | 27 de outubro de 2019   |
|      | Bulgária       | Primeiro-ministro               | Rosen Zhelyazkov      | Popular                  | GERB                                 | 16 de janeiro de 2025   |
|      | Chéquia        | Primeiro-ministro               | Petr Fiala            | Conservador              | Partido Democrático Cívico           | 17 de dezembro de 2021  |
|      | Chipre         | Presidente                      | Nikos Christodoulides | Independente             | Independente                         | 28 de fevereiro de 2023 |
|      | Croácia        | Primeiro-ministro               | Andrej Plenković      | Popular                  | União Democrática Croata             | 19 de outubro de 2016   |
|      | Dinamarca      | Primeira-ministra               | Mette Frederiksen     | Socialistas e Democratas | Partido Social-Democrata             | 27 de junho de 2019     |
|      | Eslováquia     | Primeiro-ministro               | Robert Fico           | Não inscritos            | Direção - Social-Democracia          | 25 de outubro de 2023   |
|      | Eslovénia      | Primeiro-ministro               | Robert Golob          | Renovar a Europa         | Movimento da Liberdade               | 25 de maio de 2022      |
|      | Espanha        | Presidente do Governo           | Pedro Sánchez         | Socialistas e Democratas | Partido Socialista Operário Espanhol | 2 de junho de 2018      |
|      | Estónia        | Primeiro-ministro               | Kristen Michal        | Renovar a Europa         | Partido Reformista                   | 23 de julho de 2024     |
|      | Finlândia      | Primeiro-ministro               | Petteri Orpo          | Popular                  | Partido da Coligação Nacional        | 20 de junho de 2023     |
|      | França         | Presidente                      | Emmanuel Macron       | Renovar a Europa         | Renascimento                         | 14 de maio de 2017      |
|      | Grécia         | Primeiro-ministro               | Kyriakos Mitsotakis   | Popular                  | Nova Democracia                      | 26 de junho de 2023     |
|      | Hungria        | Primeiro-ministro               | Viktor Orbán          | Patriotas pela Europa    | Fidesz                               | 29 de maio de 2010      |
|      | Irlanda        | Taoiseach                       | Micheál Martin        | Renovar a Europa         | Fianna Fáil                          | 23 de janeiro de 2025   |
|      | Itália         | Primeira-ministra               | Giorgia Meloni        | Conservador              | Irmãos de Itália                     | 23 de outubro de 2022   |
|      | Letónia        | Primeira-ministra               | Evika Siliņa          | Popular                  | Unidade                              | 15 de setembro de 2023  |
|      | Lituânia       | Presidente                      | Gitanas Nausėda       | Independente             | Independente                         | 12 de julho de 2019     |
|      | Luxemburgo     | Primeiro-ministro               | Luc Frieden           | Popular                  | Partido Popular Social Cristão       | 17 de novembro de 2023  |
|      | Malta          | Primeiro-ministro               | Robert Abela          | Socialistas e Democratas | Partido Trabalhista                  | 13 de janeiro de 2020   |
|      | Países Baixos  | Ministro-presidente             | Dick Schoof           | Independente             | Independente                         | 2 de julho de 2024      |
|      | Polónia        | Primeiro-ministro               | Donald Tusk           | Popular                  | Plataforma Cívica                    | 13 de dezembro de 2023  |
|      | Portugal       | Primeiro-ministro               | Luís Montenegro       | Popular                  | Partido Social Democrata             | 2 de abril de 2024      |
|      | Roménia        | Presidente                      | Ilie Bolojan          | Popular                  | Partido Nacional Liberal             | 25 de outubro de 2023   |
|      | Suécia         | Primeiro-ministro               | Ulf Kristersson       | Popular                  | Partido Moderado                     | 18 de outubro de 2022   |